# Ulica Gdańska w Bydgoszczy

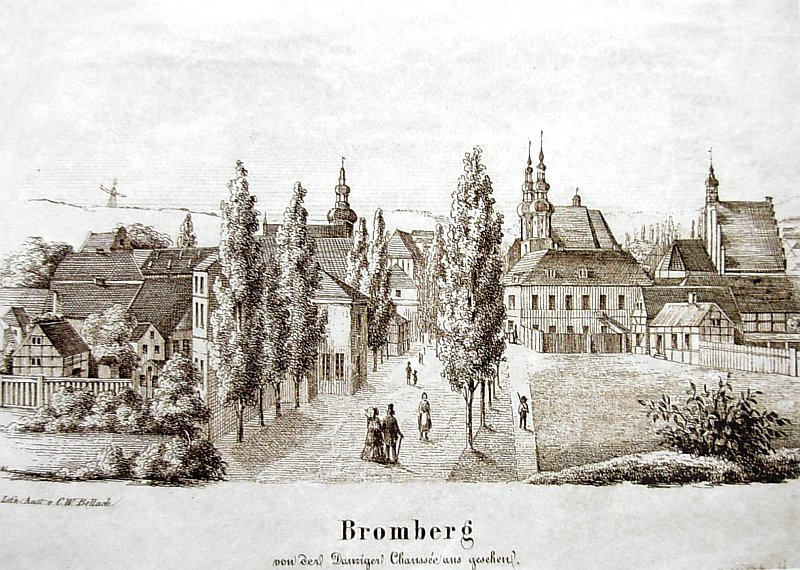
Początek ul. Gdańskiej na obrazie C.W. Bellacha z 1830-1840 r.

Ulica Gdańska – główna, reprezentacyjna ulica miejska położona na terenie Śródmieścia w Bydgoszczy.
Początkowo ulica odgrywała głównie rolę komunikacyjną, jednak w II połowie XIX wieku zmieniła się w reprezentacyjny trakt mieszczański, „wizytówkę miasta”, centrum handlu i rozrywki, gdzie koncentrowało się życie rozrastającego się Nowego Miasta, położonego na północ od rozlokowanego nad Brdą Starego Miasta w Bydgoszczy. W dwudziestoleciu międzywojennym była trzecią pod względem długości ulicą w Bydgoszczy, licząc łącznie 3,19 km.

## Przebieg
Ulica łączy Stare Miasto z północnymi terenami bydgoskiej aglomeracji. Rozciąga się od skrzyżowania z ul. Jagiellońską do ul. Armii Krajowej.
Część południowa jest osią bydgoskiego Śródmieścia i najbardziej reprezentacyjną jego ulicą, natomiast część północna – od Stadionu Miejskiego, po granice miasta graniczy z Leśnym Parkiem Kultury i Wypoczynku i Lasem Gdańskim.

## Historia

### Dzieje i topografia
Ulicę Gdańską wytyczono w latach 20. XIX wieku równolegle do zarzuconego w latach 1835–1850 dawnego traktu wiodącego do Gdańska (ul. Pomorskiej). Powstanie ulicy wiąże się z ekspansją zabudowy miasta na północ, co nastąpiło po 1816 r., gdy miasto zakupiło teren na wschód od traktu gdańskiego. Urządzono wówczas gościniec rozwinięty w linii prostej, o szerokości 26 metrów, a grunty położone po obu jego stronach podzielono na działki, które stały się własnością osób prywatnych. Wcześniej zasięg przedmieścia ograniczał się do obszaru przyległego bezpośrednio do mostu na Brdzie, Bramy Gdańskiej, kompleksu Karmelitów i kościoła św. Ducha. Na polach obecnie zabudowanych kamienicami Śródmieścia mieszczanie bydgoscy urządzali coroczne zawody strzeleckie, które kończyły się przyznaniem zwycięzcy odznaki „Złotego Kura”. W miejscu obecnego skrzyżowania ul. Gdańskiej, Dworcowej i Pomorskiej następowało rozwidlenie średniowiecznych traktów prowadzących do Koronowa (ul. Dworcowa) i Świecia (ul. Pomorska).
Gwałtowny rozwój przestrzenny ośrodka miejskiego w kierunku północno-zachodnim nastąpił po 1850 r., po budowie dworca kolejowego na Bocianowie i włączeniu tego obszaru do miasta. Ulica Gdańska stała się wówczas centralną, reprezentacyjną arterią i osią handlową rozwijającego się nowego miasta (niem. Neue Stadt).
Nierozerwalnie związane z rozwojem ulicy było wytyczenie i zabudowa ciągów ulic poprzecznych i równoległych do ul. Gdańskiej, umożliwiających jej połączenie z dzielnicami Śródmieścia położonymi po jej stronie zachodniej (Bocianowo) i wschodniej (Grodztwo, Bielawy, Osiedle Leśne). Zasadnicza sieć ulic przyległych powstała w 2. połowie XIX wieku i w pierwszych latach XX stulecia. Jedynie pokrywające się z dawnymi traktami ulice: Focha, Jagiellońska, Dworcowa i Pomorska, podobnie jak początkowy odcinek Gdańskiej, swym rodowodem sięgają wieków średnich.
Szczególnie ważnymi etapami w kształtowaniu się ulicy było wytyczenie Placu Wolności w 1854 r. i Alei Mickiewicza w 1903 r., ponieważ zaważyły one na szczególnie reprezentacyjnym charakterze odcinków ul. Gdańskiej w tych rejonach.
Na Placu Wolności powstała w 1876 r. pierwsza miejska fara ewangelicka, w 1893 r. postawiono konny pomnik cesarza Wilhelma I, a w 1904 r. monumentalną fontannę Potop.
Po 1854 r. w pewnym oddaleniu od miasta po zachodniej stronie ulicy utworzono plac ćwiczeń ze strzelnicą dla wojska, co zapoczątkowało rozwój tzw. dzielnicy koszarowej. W 1861 roku ulica Gdańska na wysokości ul. Artyleryjskiej została przecięta torami linii kolejowej prowadzącej do Torunia, która odcięła obszary wojskowe. Dopiero po likwidacji przejazdu w latach 30. XX w. i rozwoju osiedla Leśnego nastąpił dalszy rozwój ulicy w kierunku północnym.
Ulica podupadła po II wojnie światowej. W czasach Polski Ludowej, do grudnia 1985 roku znajdowała się w ciągu drogi państwowej nr 48 oraz drogi międzynarodowej E83. Dopiero po 1996 r. została poddana stopniowej rewitalizacji. W 1998 r. na początkowym odcinku ulicy (do Placu Wolności) znacznie ograniczono ruch kołowy, w latach 2002–2007 dokonano modernizacji nawierzchni chodników i częściowo jezdni i torowisk oraz wymieniono oświetlenie na stylowe.
Trwają także prace przy odnawianiu elewacji kamienic oraz zabudowie plombowej. W 2017 na odcinku od placu Wolności do ul. Krasińskiego zasadzono 11 jarzębów szwedzkich.
W 2005 i 2006 r. na ulicy stanęły dwie rzeźby autorstwa Michała Kubiaka: „Wędrowiec” i „Marian Rejewski na ławeczce”. W 2013 na budynku nr 13 zainstalowano pierwszy od wielu lat nowy neon w mieście, promujący otwartą 4 lata wcześniej kawiarnię.

### Nazwy
Ulica została ukształtowana w dwóch etapach, co wiąże się z tym, że początkowo posiadała dwie nazwy. Jej pierwotny odcinek do zbiegu z ulicą Dworcową, pochodzący z XIV wieku, nosił miano ulicy Gdańskiej (niem. Danziger Straße), natomiast jego przedłużenie, wytyczone po 1820 r. – Szosa Gdańska (niem. Danziger Chaussee). Później wraz z rozwojem zabudowy, ulicą Gdańską nazywano kolejne odcinki traktu (w 1879 r. do wysokości ul. Powstańców Warszawy). Od 1977 r. ulica sięgnęła obecnych granic administracyjnych, w związku z czym ulicą Gdańską nazywa się dziś cały trakt wiodący od Starego Miasta aż do północnej granicy Bydgoszczy.
Nazwy ulicy w przekroju historycznym:
- 1820–1920 – Danzigerstraße/Danziger Chaussee
- 1920–1939 – Gdańska
- 1939–1945 – Adolf-Hitler-Straße
- 1945–1990 – Aleje 1 Maja
- od 1990 – Gdańska

### Parcelacja
Z chwilą urządzenia ulicy Gdańskiej, grunty położone po obu jej stronach podzielono na działki, które stały się własnością osób prywatnych. Prawdopodobnie większość działek, do wysokości ulicy Świętojańskiej, została wytyczona do lat 50. XIX wieku, a ich granice pokrywają się z aktualnymi. Proces kształtowania się układu nieruchomości położonych przy ulicy Gdańskiej i ich numeracji ostatecznie został zakończony w lutym 1931 r. Wówczas wprowadzono obowiązujące nadal numery administracyjne dla parcel z podziałem na stronę parzystą (wschodnią) i nieparzystą (zachodnią). W latach 1879–1931 obowiązywało 169 numerów, a od 1931 r. 190. Późniejsze regulacje dotyczyły rozwoju ulicy w kierunku północnym i wytyczania kolejnych parcel, zwłaszcza po stronie parzystej. Obecnie najwyższy numer administracyjny 260 posiada nieruchomość w rejonie Myślęcinka.

### Rozwój zabudowy i komunikacji
Początki zabudowy traktu sięgają 1448 roku, kiedy powstał z fundacji bydgoskich mieszczan zespół zabudowań szpitala Św. Ducha wraz z kaplicą.
W 1615 r. świątynię przejęły siostry Klaryski, które do połowy XVII wieku znacznie go rozbudowały w formie późnogotycko-renesansowej oraz wzniosły klasztor połączony krużgankiem ze świątynią.
W końcu XVIII wieku przy ul. Gdańskiej poza zespołem klasztornym Klarysek istniało kilka budynków mieszkalnych oraz zajazd na rozwidleniu dróg do Koronowa i Świecia. Do 1816 r. powstał kolejny zajazd Gliszczyńskich w miejscu obecnego hotelu Pod Orłem.
Gwałtowny rozwój zabudowy pierzejowej na całej długości ulicy Gdańskiej nastąpił po 1835 r. Do ok. 1860 r. powstały zwarte pierzeje zabudowy do ul. Śniadeckich, następnie do ul. Świętojańskiej (1870), zaś podstawowa, bazowa zabudowa całej ulicy (do ul. Kamiennej, gdzie znajdował się przejazd kolejowy) powstała do 1890 r.
Po 1900 r. wzniesiono pierwsze duże obiekty w północnej części ulicy: budynki Wodociągów Miejskich (1899–1900), gmach Szkoły Wojennej (1913–1914), a po 1933 r. budynki pierzejowe w obrębie nowo wznoszonego osiedla Leśnego. W latach 50. XX w. powstała dalsza zabudowa os. Leśnego oraz kompleks sportowy WKS „Zawisza”.
W 1860 r. ulicę zaczęły oświetlać latarnie gazowe, a od 1900 r. elektryczne. Ulica na całej długości posiadała jezdnię o brukowanej nawierzchni, wydzieloną krawężnikami, wzdłuż których nasadzony był szpaler drzew. Chodniki ułożone były z płyt granitowych.
18 maja 1888 roku uruchomiono na ulicy tramwaj konny, na tzw. linii „czerwonej” (od Placu Teatralnego do ul. Dworcowej). W 1892 r. uruchomiono drugą linię „zieloną”, prowadzącą ul. Gdańską na całej długości (od koszar artyleryjskich).
W 1896 r. tramwaje zostały zelektryfikowane, a w 1937 r. w związku z powstaniem osiedla Leśnego uruchomiono połączenie autobusowe.
W 1932 r. w związku z budową magistrali węglowej, w ciągu ulicy powstał wiadukt (obecny obiekt nosi im. J. Święcickiego) nad torami kolejowymi, zaś przejazd kolejowy został zlikwidowany. W 1989 roku powstał wiadukt tramwajowy i pętla tramwajowa w bezpośrednim sąsiedztwie Leśnego Parku Kultury i Wypoczynku, przy zbiegu ulic: Gdańskiej i Rekreacyjnej. W 2012 roku na ulicy pojawił się pierwszy w Bydgoszczy wydzielony kontrapas dla rowerzystów.

### Architektura
Krajobraz architektoniczny ulicy kształtował się na przestrzeni ponad 150 lat. Długotrwały proces sprawił, że zespół zabudowy w przebiegu całej ulicy jest znacznie zróżnicowany. Sąsiadują tutaj ze sobą domy mieszkalne z różnych epok, o różnej skali i stylistyce.
Na odcinku ulicy do ul. Świętojańskiej powstały głównie kamienice czynszowe, zaś na dalszym odcinku budownictwo o charakterze podmiejskim, z rezerwą terenu na wzniesienie okazalszych budynków (domy z przed-ogrodami).
W latach 1890–1914 nastąpiła znaczna intensyfikacja i wymiana zabudowy. W pierzejach ulicy wzniesiono dziewięć okazałych kamienic, kilkanaście innych przebudowano oraz wzniesiono wille bogatych przemysłowców i urzędników, które stanowią pozytywne dominanty architektoniczne.
Do końca XIX wieku dominował nurt klasycyzujący. W tym czasie wznoszono kamienice czynszowe o prostych, symetrycznych fasadach i zazwyczaj skromnej dekoracji. W ostatniej ćwierci XIX w. zaczęto stawiać domy w tonacjach klasycystycznych, ale również renesansowych, manierystycznych i barokowych. W latach 1885–1898 wzdłuż ulicy powstało 21 realizacji autorstwa budowniczego Józefa Święcickiego, który tworzył architekturę eklektyczną o różnych kostiumach neostylowych. Trwale wpisały się w krajobraz ulicy jego realizacje neobarokowe, a zwłaszcza hotel Pod Orłem, który stał się wizytówką bydgoskiej architektury.
Z początkiem XX wieku zaczęły powstawać kamienice o architekturze zrywającej z historyzmem. Kamienice projektu Fritza Weidnera reprezentowały nurt architektury malowniczej, Rudolfa Kerna – secesji, zaś Alfreda Schleusenera i Paula Sellnera – wczesnego modernizmu.
W latach 30. XX w. powstały kamienice w północnej części ulicy o architekturze funkcjonalizmu o prostych kubicznych bryłach, m.in. autorstwa Jana Kossowskiego. Po II wojnie światowej dokonywano natomiast zabudowy plombowej o architekturze bezstylowej. Powstały w tym okresie: Dom Handlowy „Rywal” (1971–1973), 10-kondygnacyjny biurowiec oraz trzy kamienice.
W latach 1990–2005 powstały przy ul. Gdańskiej kolejne trzy kamienice, z których nie wszystkie wpasowały się poprawnie w otaczającą stylową zabudowę. W 2019 przy ul. Gdańskiej 133 powstał supermarket Aldi, otwarty 19 lutego 2020. W związku tym, na żądanie konserwatora zabytków, od strony ulicy postawiono elewację kurtynową, mającą wizualnie uzupełnić lukę w istniejącej tam zabudowie pierzejowej. Również w 2019 przeprowadzono remont kolejnych kamienic (nr 107 i 117). W lipcu 2020 dokonano wyburzenia pod nową zabudowę mało wartościowych architektonicznie budynków z numerami od 106 do 112, w ich miejscu w 2022 powstało Centrum Innowacyjnych Symulacji Medycznych VR i AR spółki InventionMed. W 2021 wydano pozwolenie na budowę kamienicy mieszkalnej i hotelu na niezabudowanej od 1945 posesji przy skrzyżowaniu z ul. Śniadeckich. 3 września 2023 wyburzono dwukondygnacyjną kamienicę nr 120 z gzymsami, a także boniowaniem na parterze.
Na przełomie XIX i XX wieku również ciągi ulic poprzecznych i równoległych do ul. Gdańskiej, wyposażono w ciekawe architektonicznie budowle eklektyczne i secesyjne, zgrupowane przede wszystkim przy ulicach: Z. Krasińskiego, J. Słowackiego, A. Mickiewicza, A. Cieszkowskiego, 20 stycznia 1920, I.J. Paderewskiego, pl. Weyssenhoffa, a częściowo przy ul. Świętojańskiej, J. Zamoyskiego i K. Chodkiewicza.

### Obraz społeczny
Ulica Gdańska do połowy XIX wieku odgrywała przede wszystkim rolę komunikacyjną, a następnie stała się reprezentacyjnym, mieszczańskim traktem oraz osią kompozycyjną rozrastającego się Śródmieścia.
W kamienicach reprezentacyjne mieszkania zajmowali zamożni urzędnicy, fabrykanci i handlowcy, w skromniejszych mieszkali mistrzowie różnych profesji, natomiast lokale w oficynach i skromnych domach zasiedlali drobni rzemieślnicy oraz robotnicy. Partery kamienic były z reguły przystosowane do prowadzenia działalności handlowej lub gastronomiczno-usługowej.
W rejonie ulicy Gdańskiej kwitł handel, rozwijały się warsztaty rzemieślnicze i drobny przemysł oraz gastronomia. Natomiast ulica skutecznie oparła się procesowi gwałtownej industrializacji. Dla żadnego przedsiębiorstwa, nie wybudowano przy ulicy Gdańskiej okazałych, typowych budynków fabrycznych. Przedsiębiorstwa działające w tym rejonie były dość skromne i mieściły się w zabudowaniach oficynowych w głębi posesji.
Wśród sklepów przy ulicy Gdańskiej najdłuższą historię posiadała apteka „Pod Łabędziem”, istniejąca przy ul. Gdańskiej 5 od 1853 r. do 2017 r. Na początku XX w. zaczęły powstawać przy ulicy domy towarowe: np. w 1911 r. Dom Towarowy M. Conitzer&Söhne, w 1919 r. sklep Bonifacego Cyrusa. Na początku lat 20. XX w. przy ulicy miało siedziby także 5 banków.
Ulica Gdańska miała również duże znaczenie w branży gastronomicznej i rozrywkowej. W XIX i I połowie XX w. mieściły się tutaj restauracje i cukiernie odwiedzane przez zamożnych bydgoszczan oraz skromne wyszynki i piwiarnie, a także sale koncertowe, hotele, teatry, kina. Przy Gdańskiej mieściła się także pierwsza siedziba Biblioteki Miejskiej.

### Święto ulicy
Od 2002 do 2015 we wrześniu każdego roku organizowane było Święto Ulicy Gdańskiej. Imprezy plenerowe, koncerty i konkursy odbywały się w różnych miejscach i obiektach położonych wzdłuż ulicy. Głównym organizatorem imprezy była Gazeta Wyborcza oddział w Bydgoszczy.

## Ulica obecnie

### Charakterystyka
Ulica Gdańska liczy 7,3 km długości, przy czym odcinek zabudowany stylowymi kamienicami wynosi 2,0 km, a w obrębie dzielnicy koszarowej i osiedla Leśnego 1,5 km. Natomiast 3,8-kilometrowy odcinek ulicy położony na północ od wiaduktu kolejowego posiada całkowicie odmienny charakter, gdyż przebiega przez teren mało zurbanizowany, pomiędzy Lasem Gdańskim i kompleksem działek a Leśnym Parkiem Kultury i Wypoczynku.
Na północnych rubieżach miasta ulica wznosi się na 45-metrowe Zbocze Fordońskie, pokonując w ten sposób granicę makroregionów: Pojezierza Wielkopolskiego i Pojezierza Pomorskiego.
Przy ulicy znajdują się:
- trzy kościoły (Rektorski pw. Wniebowzięcia NMP tzw. "Klarysek", kościół pw. św. Piotra i Pawła, Kaplica Wieczystej Adoracji pw. Bożego Ciała)
- siedem muzeów (Okręgowe, Galeria miejska BWA[39], Farmacji, Galeria "Gdańska 5" BCOPiW[40], Wojskowe, Sportu, Wodociągów – Stacja wodociągów z pijalnią wód) i kilka prywatnych galerii sztuki;
- jedna z sal koncertowych Akademii Muzycznej, klub „Mózg” oraz siedziba radia PIK
- najstarszy w mieście hotel,
- dwa domy towarowe, w tym jeden w specjalnie na ten cel zbudowanym gmachu nawiązującym do domów towarowych Berlina i Paryża na początku XX wieku,
- obiekty małej architektury, m.in. ławeczka Mariana Rejewskiego i „Wędrowiec”, a także 2 rzeźby wykonane z obumarłych drzew przez Zbyszka Piwońskiego (Kobieta w gołębiach przy ulicy Gdańskiej 30, wykonana od 10 a 20 lipca 2006 z obumarłego jarząbu szwedzkiego[41], oraz wyrzeźbiona w dniach 30 sierpnia – 15 września 2010 w pniu kasztanowca białego rzeźba Zaraz zagramy na skrzyżowaniu ulic Gdańskiej i Słowackiego, która przedstawia muzyków ze skrzypcami, altówką, kontrabasem i innymi instrumentami, i jest swoistym drogowskazem ku Dzielnicy Muzycznej[42]; trzecia rzeźba – Przebudzenie elfów – znajduje się nieopodal, w Parku Kochanowskiego przy ulicy Mickiewicza; kilka stacji plenerowej galerii malarstwa Leona Wyczółkowskiego "Z Wyczółkowskim po drodze"[43]).
- Bydgoskie Centrum Finansowe (dawniej Galeria Handlowa „Drukarnia”),
- 5 willi i około 145 kamienic, w tym ponad 50 o bogato zdobionych fasadach w neostylach nawiązujących do renesansu, manieryzmu i baroku, historyzmu malowniczego, secesji i modernizmu[2],
- monumentalny gmach szkoły wojennej, po 1945 siedziba Pomorskiego Okręgu Wojskowego, a po 2004 r. również instytucji NATO i Inspektoratu Wsparcia Sił Zbrojnych RP,
- zabytkowa stacja wodociągów w 1900 r.,
- zespół koszar wojskowych z II połowy XIX wieku,
- największy w mieście kompleks sportowy,
- największy w mieście i w Polsce park miejski „Myślęcinek”,
- Bydgoskie Centrum Targowo-Wystawiennicze,
- konsulat honorowy Ukrainy (ul. Gdańska 76),
- autonomiczna sala do gry w tenisa stołowego[44] (ul. Gdańska 25).

### Architektura
Spacer Gdańską i uliczkami do niej przyległymi to przegląd stylów i prądów w budownictwie ostatnich dwóch stuleci. Przy ulicy spotyka się skromne, parterowe budynki frontowe, parterowe domy reprezentujące typ budownictwa podmiejskiego, kamienice czynszowe dwu- i trzypiętrowe (jest ich blisko 100) oraz wielkomiejskie kamienice cztero- i pięciopiętrowe oraz monumentalne gmachy.
92% zabudowy ul. Gdańskiej pochodzi sprzed 1920 r. Z tego połowa istniejącej zabudowy została wzniesiona bądź przebudowana w latach 1890–1914 – czasach, kiedy powstawała w Bydgoszczy najbogatsza architektura historyzująca, ze detalami i zdobieniami nawiązującymi do sztuki renesansu, manierystyzmu i baroku, a następnie secesji i wczesnego modernizmu.
Na Gdańskiej swoje dzieła zostawili najwybitniejsi bydgoscy architekci. Wzdłuż ulicy można podziwiać kamienice i obiekty autorstwa:
- Józefa Święcickiego – 21 (istnieje 20)
- Fritza Weidnera – 8
- Rudolfa Kerna – 7
- Karla Bergnera – 5
- Alfreda Schleusenera – 3
- Carla Rose – 2
- Paula Sellnera – 2

Tworzyli tu również swoje dzieła architekci berlińscy: m.in. Heinrich Seeling, Otto Walther, W. Hildebrandt.
Licząc z uliczkami bocznymi zrealizowano tu do 1914 r. ponad 30 kamienic autorstwa J. Święcickiego, 19 projektu Rudolfa Kerna, 14 Fritza Weidnera i szereg innych autorstwa m.in. Karla Bergnera, Paula Böhma, Ericha Lindenburgera i innych.

### Zabytki
W 2015 r. w rejestrze zabytków znajdowało się 28 obiektów położonych przy ulicy Gdańskiej.
Najstarszym zachowanym obiektem jest pochodzący z przełomu XVI i XVII w. kościół Klarysek. Jednak najwięcej zabytków dotyczy stylowych kamienic zbudowanych w okresie 1880–1914 r.

### Ważne obiekty
| Nr  | Obiekt                              | Adres                             | Lata budowy       | Lata przebudowy  | Budowniczy                                                                   | Styl architektoniczny                                       | Wpisany do rejestru zabytków | Uwagi | Zdjęcie |
| 1.  | Kościół Klarysek                    | Gdańska 2                         | 1582–1602         | 1618–1645        |                                                                              | gotycko-renesansowy                                         | T                            | najstarszy obiekt położony przy ulicy |         |
| 2.  | Kamienica Maxa Zweiningera          | Focha 2 – róg Gdańskiej           | I poł. XIX w.     | 1901–1902        | Karl Bergner                                                                 | secesja                                                     | N                            | arkady od 1940 r. według proj. Jana Kossowskiego |         |
| 3.  | Muzeum Okręgowe                     | Gdańska 4                         | 1615–1618         | 1878             |                                                                              | neorenesans, neomanieryzm                                   | T                            | fragment dawnego kompleksu klasztornego Klarysek |         |
| 4.  | Kamienica Augusta Mentzla           | Gdańska 5                         | 1853              | 1909             | Rudolf Kern                                                                  | secesja                                                     | N                            | do 2017 mieściła aptekę „Pod Łabędziem” i muzeum farmacji, otwarte ponownie w grudniu 2022 |         |
| 5.  | Bydgoskie Centrum Finansowe         | Gdańska 6-8                       | 2006              |                  |                                                                              | funkcjonalizm                                               | N                            | wybudowana na miejscu najstarszej drukarni w Bydgoszczy z pocz. XIX w. |         |
| 6.  | Kamienica Gdańska 9                 | Gdańska 9                         | III ćw. XIX wieku |                  |                                                                              | eklektyzm                                                   | N                            | w niszach – kamienne alegorie handlu i przemysłu |         |
| 7.  | Kamienica Ernsta Mixa               | Gdańska 10                        | 1863              | 1905, 1913–1914  | Fritz Weidner                                                                | modernizm                                                   | N                            | mieściła kino „Kristal”, potem „Pomorzanin”, siedziba klubu „Mózg” |         |
| 8.  | Hotel „Pod Orłem”                   | Gdańska 14                        | XVIII wiek        | 1893–1896        | Józef Święcicki                                                              | eklektyzm, neobarok                                         | T                            | najstarszy zachowany hotel w mieście |         |
| 9.  | Dom Towarowy „Jedynak”              | Gdańska 15                        | 1910–1911         |                  | Otto Walther                                                                 | modernizm                                                   | T                            | jeden z najstarszych domów towarowych w Bydgoszczy |         |
| 10. | Kamienica Emila Bernhardta          | Gdańska 16                        | 1882–1884         | 1918–1920        | Carl Stampehl, Rudolf Kern                                                   | eklektyzm                                                   | T                            | mieściła kawiarnię „Wiener Cafe” |         |
| 11. | Kamienica Aleksandra Timma          | Gdańska 17                        | 1852              | 1910             | B. Brinkmann, O.F.W. Muller                                                  | historyzm w nawiązaniu do arch. średniowiecznej             | N                            | mieszkał tu od 1935 r. Stanisław Brzęczkowski |         |
| 12. | Rzeźba „Wędrowiec”                  | Gdańska 17                        | 2005              |                  | Michał Kubiak                                                                |                                                             | N                            | rzeźba przedstawiająca przechodnia podziwiającego neobarokową architekturę hotelu „Pod Orłem” |         |
| 13. | Pomorski Dom Sztuki                 | Gdańska 20                        | 1886–1887         | 1910–1920        | Gustaw Reichert                                                              | historyzm klasycyzujący                                     | T                            | od 1972 r. mieściła scenę Opery Nova, a od 2006 r. salę koncertową Akademii Muzycznej |         |
| 14. | Kościół św. Piotra i Pawła          | Plac Wolności 5                   | 1872–1876         |                  | Friedrich Adler                                                              | eklektyczny neogotyk z elementami romanizującymi            | T                            | do 1945 r. kościół ewangelicko-unijny pw. św. Pawła |         |
| 15. | Kamienica PKO                       | Gdańska 23                        | III ćw. XIX w.    | 1947–1949        | kamienica zniszczna w 1945, odbudowana bez zachowania historycznego kształtu | funkcjonalizm                                               | N                            | siedziba oddziału PKO BP |         |
| 16. | Kamienica Plac Wolności 1           | Plac Wolności 1 – róg Gdańskiej   | 1896–1898         |                  | Józef Święcicki                                                              | eklektyzm, neobarok                                         | T                            | jedno z najlepiej ocenianych dzieł Józefa Święcickiego |         |
| 17. | Kamienica Gdańska 22                | Gdańska 22                        | III ćw. XIX w/    | 1883             | Carl Stampehl                                                                | eklektyzm                                                   | T                            | |         |
| 18. | Kamienica Carla Meinhardta          | Gdańska 27                        | 1908–1909         |                  | Alfred Schleusener                                                           | modernizm historyzujący                                     | N                            | mieści aptekę „Centralna”, partię szczytową ujmują postacie aniołów |         |
| 19. | Kamienica przy ul. Gdańskiej 24     | Gdańska 24                        | 1906–1907         |                  |                                                                              |                                                             | N                            | około 1926 otwarto tu salon Forda firmy Butkowski & Spółka. Kamienica pozbawiona jest w całości dwóch ostatnich istniejących dawniej pięter i wszystkich secesyjnych ozdób. Na tyłach kamienicy aż do placu Wolności 1 znajdowały się przed 1939 warsztaty samochodowe. |         |
| 20. | Kamienica Thomasa Frankowskiego     | Gdańska 28                        | 1897–1898         |                  | Fritz Weidner                                                                | historyzm malowniczy                                        | T                            | |         |
| 21. | Kamienica Oskara Ewalda             | Gdańska 30                        | 1895–1896         |                  | Józef Święcicki                                                              | eklektyzm, neobarok                                         | N                            | najwyższą kondygnację zajmowało atelier fotograficzne przekryte szklanym dachem |         |
| 22. | Kamienica Georga Sikorskiego        | Gdańska 31                        | 1902–1903         |                  | Fritz Weidner                                                                | styl malowniczy                                             | N                            | Do końca marca 2017 funkcjonował tu najstarszy salon fryzjerski w Bydgoszczy o nazwie Kosmyk, z tradycją sięgającą 1878 roku. |         |
| 23. | Kamienica Gdańska 33                | Gdańska 33                        | 1876–1878         |                  |                                                                              | eklektyzm, neobarok                                         | T                            | mieszkał tutaj Witold Bełza, co upamiętnia tablica |         |
| 24. | Kamienica Krasińskiego 2            | Krasińskiego 2 – róg Gdańskiej    | 1912              |                  | Julius Knüpfer                                                               | modernizm klasyczny                                         | T                            | w latach 1919–1939 mieścił się to Dom Towarowy Bonifacego Cyrusa |         |
| 25. | Kamienica Fritza Weidnera           | Gdańska 34                        | II poł. XIX w.    | 1914             | Fritz Weidner                                                                | styl malowniczy                                             | N                            | w kamienicy mieszkał Fritz Weidner |         |
| 26. | Kamienica Juliusa Greya             | Gdańska 35                        | 1887              | 1909             | Rudolf Kern                                                                  | eklektyzm                                                   | N                            | mieściła się tu do 2003 r. kawiarnia „Cristal” |         |
| 27. | Kamienica Theonii Reichhardt        | Gdańska 36                        | 1875              | 1897–1898        | Józef Święcicki                                                              | eklektyzm, neobarok                                         | N                            | |         |
| 28. | Pomnik Mariana Rejewskiego          | Gdańska 39                        | 2005              |                  | Michał Kubiak                                                                |                                                             | N                            | pomnik bydgoszczanina, pogromcy niemieckiej maszyny szyfrującej Enigma |         |
| 29. | Willa Aronsohna                     | Śniadeckich 1 – róg Gdańskiej     | 1866              |                  |                                                                              | neorenesans                                                 | T                            | willę zamieszkiwał do 1918 r. Honorowy Obywatel Bydgoszczy Lewin Louis Aronsohn |         |
| 30. | Kamienica Stanisława Miaskowskiego  | Gdańska 40                        | 1852              |                  | budowniczy Trieb                                                             | pozbawiona cech stylowych po przebudowie w latach 30. XX w. | N                            | jedna z najstarszych zachowanych w oryginalnej formie kamienic na ul. Gdańskiej |         |
| 31. | Kamienica Maxa Rosentala            | Gdańska 42                        | 1905–1906         |                  | Fritz Weidner                                                                | styl malowniczy                                             | T                            | |         |
| 32. | Dom Handlowy „Rywal”                | Gdańska 43-45                     | 1971–1973         |                  |                                                                              | funkcjonalizm                                               | N                            | w 2002 r. dokonano modernizacji budynku |         |
| 33. | Biurowiec BSS „Społem”              | Gdańska 47                        | 1971–1973         |                  |                                                                              | funkcjonalizm                                               | N                            | biurowiec powstał w miejscu wcześniejszej pierzei z 3 ćwierci XIX w.; w jednej z kamienic urodził się Walter Leistikow, twórca berlińskiej secesji |         |
| 34. | Willa Heinricha Dietza              | Gdańska 48                        | 1897–1898         |                  | Heinrich Seeling                                                             | styl malowniczy                                             | T                            | właściciel był radnym miejskim i posłem do parlamentu pruskiego |         |
| 35. | Willa Wilhelma Blumwe               | Gdańska 50                        | 1900–1902         |                  | Hildebrandt                                                                  | neorenesans włoski                                          | T                            | willa nawiązuje do renesansowej Villa Rotonda Andrea Palladio (Vicenza) |         |
| 36. | Kamienica Carla Rose                | Gdańska 51                        | 1903–1904         |                  | Carl Rose                                                                    | eklektyzm z elementami secesji                              | N                            | pozbawiona detali arch. po 1945 r. |         |
| 37. | Kamienica Roberta Grundtmanna       | Słowackiego 1 – róg Gdańskiej     | 1905–1906         |                  | Alfred Schleusener                                                           | modernizm                                                   | N                            | mieściła się tu kawiarnia „Cafe Metropol”, a za PRL – restauracja „SIM” |         |
| 38. | Kaplica Klarysek                    | Gdańska 56                        | 1900–1901         |                  | nieznany                                                                     | modernizm klasycyzujący                                     | N                            | początkowo kamienica Adolfa Kolwitza |         |
| 39. | Kamienica Aleksandra Olszyńskiego   | Gdańska 58                        | 1894–1895         |                  | Heinrich Arndt                                                               | eklektyzm z elementami neobaroku i neorenesansu             | N                            | do 1914 r. miało tu swoją siedzibę Stowarzyszenie Higieny Ludowej w Bydgoszczy |         |
| 40. | Kamienica Carla Meyera              | Gdańska 60                        | 1891–1892         |                  | Carl Meyer                                                                   | eklektyzm                                                   | N                            | w niszy postać alegoryczna przedstawiająca Architekturę i Budownictwo |         |
| 41. | Kamienica Alfreda Schleusenera      | Gdańska 62                        | 1910–1911         |                  | Alfred Schleusener                                                           | modernizm                                                   | N                            | dom własny Alfreda Schleusenera |         |
| 42. | Kamienica Józefa Święcickiego       | Gdańska 63                        | 1894              |                  | Józef Święcicki                                                              | eklektyzm, neobarok, neorenesans                            | T                            | dom własny Józefa Święcickiego |         |
| 43. | Kamienica Eduarda Schulza           | Gdańska 66                        | 1904–1905         |                  | Rudolf Kern                                                                  | secesja                                                     | N                            | w dwudziestoleciu międzywojennym „Dom Niemiecki” |         |
| 44. | Kamienica Gdańska 67                | Gdańska 67                        | 1910–1911         |                  | Rudolf Kern                                                                  | modernizm z elementami secesji                              | N                            | |         |
| 45. | Kamienica Eduarda Schulza           | Gdańska 68                        | 1904–1905         |                  | Rudolf Kern                                                                  | secesja                                                     | N                            | na zapleczu działała restauracja i teatr niemiecki „Elysium”, w okresie po II wojnie światowej – restauracja „Słowianka” |         |
| 46. | Kamienica Gdańska 71                | Gdańska 71                        | 1906–1908         |                  | Rudolf Kern (?)                                                              | modernizm eklektyczny                                       | N                            | w 1924 r. urządzono w budynku Oddział Ginekologiczno-Położniczy Szpitala Miejskiego. |         |
| 47. | Kamienica Gdańska 73                | Gdańska 73                        | 1874-1875         | 1892, 1919, 1931 | Anton Hoffmann                                                               |                                                             | N                            | dom wybudowany jako jednopiętrowy przez właściciela parceli robotnika kolejowego Daniela Kukuka (pozwolenie na budowę wydano w lipcu 1874). Prawe skrzydło pochodzi prawdopodobnie z 1892, rok później w lewej części urządzono sklep i przebito witrynę. W 1919 przebudowano na cele handlowe prawą część budynku; był tu m.in. sklep z artykułami metalowymi. Kolejna przebudowa lokali handlowych na parterze miała miejsce w 1931. W przypadku realizacji obejścia ul. Cieszkowskiego dopuszczone wyburzenie obiektu jako jednego z 23 obiektów. |         |
| 48. | Kamienica Gdańska 75                | Gdańska 75                        | 1883              |                  |                                                                              | eklektyzm                                                   | T                            | na frontonie – kamienna główka Hermesa |         |
| 49. | Kamienica Gdańska 77                | Gdańska 77                        | 1882–1883         |                  |                                                                              | eklektyzm                                                   | N                            | |         |
| 50. | Kamienica Ernsta Bartscha           | Gdańska 79                        | 1898–1899         |                  | Fritz Weidner                                                                | styl malowniczy                                             | N                            | |         |
| 51. | Kamienica Paula Storza              | Gdańska 81                        | 1897              |                  |                                                                              | eklektyzm, neomanieryzm                                     | T                            | putta nad oknami I piętra |         |
| 52. | Kamienica Gdańska 83                | Gdańska 83                        | 1890              |                  |                                                                              | eklektyzm, neomanieryzm                                     | N                            | właścicielem budynku był m.in. Carl Rose. W 2017 przeprowadzono remont elewacji. |         |
| 53. | Willa Carla Grosse                  | Gdańska 84                        | 1898–1899         |                  | Karl Bergner                                                                 | styl malowniczy                                             | T                            | W latach 1962–1992 mieścił się tu klub Milicji Obywatelskiej. Przez szereg lat uważano mylnie, że w l. 20. XX wieku właścicielem willi była Pola Negri. |         |
| 54. | Kamienica Otto Riedla               | Świętojańska 2 – róg Gdańskiej    | 1911–1912         |                  | Paul Sellner                                                                 | modernizm                                                   | N                            | w budynku do 25 kwietnia 2020 mieściła się piekarnia, od 1924 w rękach rodziny Bigońskich |         |
| 55. | Kamienica Rudolfa Kerna             | Al. Mickiewicza 1 – róg Gdańskiej | 1903–1904         |                  | Rudolf Kern                                                                  | secesja                                                     | T                            | dom własny Rudolfa Kerna |         |
| 56. | Kamienica Gdańska 86                | Gdańska 86                        | 1887–1888         |                  | Józef Święcicki                                                              | eklektyzm, neorenesans francuski                            | N                            | elewacja z ozdobnymi dekoracjami sztukateryjnymi (dzieci, syreny); w budynku mieszkał okresowo właściciel Bydgoskich Fabryk Mebli Otto Pffeferkorn |         |
| 57. | Willa Hugona Hechta                 | Gdańska 88-90                     | 1888–1889         |                  | Józef Święcicki                                                              | neorenesans francuski                                       | T                            | W latach 1900–1939 właścicielem domu był społecznik i lekarz Hermann Dietz |         |
| 58. | Kamienica Gdańska 91                | Gdańska 91                        | 1897–1898         |                  | Fritz Weidner                                                                | styl malowniczy                                             | N                            | |         |
| 59. | Kamienice Hugona Hechta             | Gdańska 92-94                     | 1889–1892         |                  | Józef Święcicki                                                              | neorenesans francuski                                       | T                            | W czerwcu 1921 r. w budynku, należącym do pierwszego polskiego prezydenta miasta Jana Maciaszka, gościł Józef Piłsudski |         |
| 60. | Kamienica Carla Bradtke             | Gdańska 93                        | 1895–1896         |                  | Józef Święcicki                                                              | historyzm z elementami rokokowymi                           | T                            | |         |
| 61. | Kamienica Gdańska 95                | Gdańska 95                        | 1912–1913         |                  | Paul Sellner                                                                 | modernizm                                                   | N                            | |         |
| 62. | Kamienica Stanisława Rolbieskiego   | Gdańska 96                        | 1891–1892         |                  | Józef Święcicki                                                              | eklektyzm, neorenesans francuski                            | N                            | w latach okupacji mieściła się tu siedziba Niemieckiego Frontu Pracy |         |
| 63. | Kamienica Adama Wysockiego          | Gdańska 100 – róg Chodkiewicza    | 1935              |                  | Paweł Wawrzon                                                                | funkcjonalizm                                               | N                            | rozważane wyburzenie budynku pod ewentualne wprowadzenie torowiska w ul. Chocimską |         |
| 64. | Kamienica Reinholda Zschiesche      | Chocimska 1 – róg Gdańskiej       | 1885–1888         |                  | Józef Święcicki                                                              | eklektyzm                                                   | N                            | |         |
| 65. | Kamienica Carla Peschela            | Gdańska 101                       | 1892–1893         |                  | Józef Święcicki                                                              | eklektyzm                                                   | T                            | |         |
| 66. | Kamienica Rudolfa Gehrke            | Gdańska 113                       | 1886              |                  | Józef Święcicki                                                              | eklektyzm, neorenesans                                      | N                            | |         |
| 67. | Willa Fritza Heroldta               | Gdańska 119                       | 1895–1896         |                  | Fritz Weidner                                                                | eklektyzm, neobarok                                         | T                            | w latach 20. XX w. mieszkał tu Antoni Chołoniewski, autor „Ducha dziejów Polski” |         |
| 68. | Kamienica Gdańska 121               | Gdańska 121                       | 2008              |                  |                                                                              | funkcjonalizm                                               | N                            | |         |
| 69. | Kamienica Gdańska 125               | Gdańska 125                       | 1895 (Święcicki)  | 1993–1996        |                                                                              | funkcjonalizm                                               | N                            | współczesna kamienica stanęła w miejscu wcześniejszego neobarokowego budynku z lat 90. XIX w. autorstwa Józefa Święcickiego |         |
| 70. | Kamienica Kazimierza Figurskiego    | Gdańska 127                       | 1900–1901         |                  | nieznany                                                                     | styl malowniczy                                             | N                            | |         |
| 71. | Kamienica Ernsta Friebela           | Gdańska 130                       | 1911              |                  | Karl Gehrke                                                                  | modernizm                                                   | N                            | |         |
| 72. | Kamienica Gdańska 131               | Gdańska 131                       | 1892–1893         |                  | nieznany                                                                     | eklektyzm                                                   | N                            | |         |
| 73. | Kamienica Gdańska 139               | Gdańska 139                       | 1877              | 2000             | A. Wiese                                                                     | funkcjonalizm                                               | N                            | |         |
| 74. | Kamienica Georga Weisa              | Gdańska 141                       | 1906–1907         |                  | Georg Weis                                                                   | modernizm                                                   | N                            | dom własny mistrza murarskiego Georga Weisa |         |
| 74. | Kamienica                           | Gdańska 146                       | 1910              |                  |                                                                              |                                                             | N                            | Kamienicę wzniesiono na planie litery „L”. Do ul. Gdańskiej przylega niewielka część z charakterystycznym, wysokim szczytem w centralnej części obiektu. W 2022 przeprowadzono remont kamienicy, dodając na parterze boniowanie i odtwarzając opaski wokół okien |         |
| 74. | Kamienica                           | Gdańska 148                       | 1911              |                  |                                                                              |                                                             | N                            | Trzykondygnacyjny budynek zbudowany został na planie zbliżonym do prostokąta. Elewację frontową zdobią oryginalne dwuskrzydłowe wrota z naświetlem łukowym. Wokół okiem zachowały się opaski, a parter od wyższych kondygnacji rozdziela gzyms. |         |
| 75. | Gmach Szkoły Wojennej               | Gdańska 190                       | 1913–1914         |                  | Arnold Hartmann, Robert Schlezinger                                          | eklektyzm, neobarok                                         | T                            | siedziba Szkoły Podchorążych (1920–1939), sztabu Pomorskiego Okręgu Wojskowego (1947–2007), od 2007 r. Inspektoratu Wsparcia Sił Zbrojnych RP |         |
| 76. | Pomorskie Muzeum Wojskowe           | Czerkaska 2 – róg Gdańskiej       | 1973              |                  | Zbigniew Kortas                                                              | funkcjonalizm                                               | N                            | prezentuje wojskowe dzieje Pomorza i Kujaw począwszy od Powstania wielkopolskiego 1918–1919 |         |
| 77. | Koszary wojskowe                    | Gdańska 147                       | 1884–1914         |                  |                                                                              | mur pruski                                                  | N                            | 40 budynków koszarowych. W 2022 podjęto remont dawnego kasyna z werandą, zbudowanego w 1889 |         |
| 78. | Stadion im. Zdzisława Krzyszkowiaka | Gdańska 163                       | od 1955           |                  | Jerzy Hofmann                                                                |                                                             | N                            | kompleks sportowy o pow. 25 ha, mieści m.in. Galerię Sportu Bydgoskiego |         |
| 79. | Stacja wodociągów Las Gdański       | Gdańska 242                       | 1900              |                  | F. Marschall                                                                 | neogotyk                                                    | T                            | kompleks budynków wodociągów miejskich |         |
| 80. | Leśny Park Kultury i Wypoczynku     | Gdańska                           | od 1972           |                  | Aleksander Pietrzak i Edward Bartmann                                        |                                                             | N                            | park o powierzchni 830 ha |         |

### Komunikacja
Przez ulicę Gdańską przejeżdżają tramwaje linii: 1, 2, 4, 6, 10 i 11, z czego 4, 6 i 11 skręcają na ul. Chodkiewicza na Bielawy, a 1, 2 i 10 kursują do Myślęcinka. Na różnych odcinkach ulicy kursują również autobusy linii 41, 52, 65, 71, 77, 82, 93, 94 i 31N (nocna).
W 2012 na odcinku od ul. Mickiewicza do placu Wolności kosztem 281 tys. zł powstał pierwszy w Bydgoszczy kontrapas rowerowy.
W połowie 2020 zakończyła się budowa buspasów na odcinku na północ od wiaduktu kolejowego w kierunku Osielska (od oddanego do użytku 3 czerwca 2020 ronda przy ul. Rekreacyjnej do pętli w Myślęcinku). W rozstrzygniętym w sierpniu 2017 przetargu na realizację tej inwestycji wybrana została oferta firmy Budimex, opiewająca na kwotę 10,2 mln zł. Realizacja inwestycji miała nastąpić w ciągu 21 miesięcy do lipca 2019, jednak ze względu na problemy projektowe (spór z Miejskimi Wodociągami i Kanalizacją na temat odprowadzania wód opadowych) uległa ona opóźnieniu. Zezwolenie na realizację inwestycji drogowej (ZRID) zostało wydane dopiero 11 września 2019, a zakończenie prac, przewidywane pierwotnie na maj 2020, zostało przesunięte na połowę 2020. Równocześnie z budową buspasów posadzono wzdłuż ulicy 100 drzew, m.in. wiśnie japońskie odmiany amanogawa czy lipy holenderskie, a także mniejsze rośliny takich gatunków, jak sosna kosodrzewina, dzika róża, liliowiec, miskant chiński i magnolia gwiaździsta.
Również w 2020 powstała koncepcja przebudowy zlokalizowanych w jedni ulicy przystanków tramwajowych na przystanki typu wiedeńskiego. Jako pierwsze przebudowane zostały przystanki w rejonie ul. Chodkiewicza, co nastąpiło we wrześniu 2023.